# Palazzo Vallelonga
Il Palazzo Vallelonga è un palazzo monumentale, situato lungo il Miglio d'Oro, rientrante nel territorio di Torre del Greco.

## Storia
Costruito negli anni novanta del XVII secolo, dal marchese di Vallelonga dalla famiglia de Candia-Castiglione Morelli di Vallelonga, proprietaria di un feudo nell'agro di Torre del Greco. L'afflusso di famiglie nobili è favorito dalla sua posizione e dalla bellezza del luogo, giungendo lì per trascorrere periodi di riposo e di svago.
Al principio del XVIII secolo, il marchese di Vallelonga decise di trasformare le rustiche fabbriche, in comode dimore per i mesi estivi della famiglia e per la gestione del vasto territorio agricolo di sua proprietà.
L'edificio settecentesco incorpora il fabbricato più antico costituito da corpi bassi e separati. Sulla strada pubblica s'affaccia il blocco principale, formato dal pian terreno e dal piano nobile in cui sono sistemati gli ambienti di rappresentanza, affrescati, e gli altri locali dell'abitazione padronale con i terrazzi che guardano la campagna, il Vesuvio, il mare; dopo il terremoto del 1794, il palazzo fu gravemente danneggiato.

## Il "Palazzo" sul Miglio d'Oro
Nel 1843 "il vistoso casino del Marchese di Vallelonga, il quale sussisteva, si può dire, nelle sole "ruine" è affidato dalla famiglia Vallelonga a Camillo Napoleone-Sasso perché lo ristrutturi. Esso divenne uno dei palazzi più importanti lungo il Miglio d'oro.
Il restauro da parte della Banca di Credito Popolare di Torre del Greco. La Banca di Credito Popolare acquistò nel 1982 ciò che restava del Palazzo Vallelonga, realizzandone il restauro e la ricostruzione con la collaborazione del prof. Roberto di Stefano.
Il progetto di restauro ha seguito programma di conservazione: Il restauro ha rispettato gli impalcati preesistenti, lo schema planimetrico delle strutture murarie portanti, consolidando quelle presenti e ricostruendo quelle crollate, nel rispetto dei volumi (interni ed esterni) che caratterizzano l'edificio.